# Zond 8
Zond 8, uma integrante do programa soviético Zond, foi lançada de uma plataforma orbitando a Terra, Tyazheliy Sputnik (70-088B), rumo à Lua. Os objetivos anunciados eram investigações da Lua e do espaço circumlunar e o teste de sistemas e unidades em voo. A nave espacial obteve fotos da Terra em 21 de outubro de uma distância de 64480 km. A nave transmitiu imagens da Terra por três dias. A Zond 8 voou sobre a Lua em 24 de outubro de 1970, a uma distancia de 1110.4 km e obteve fotos coloridas e preto e branco da superfície lunar. Medições científicas também foram realizadas durante o voo. A Zond 8 reentrou na atmosfera terrestre e caiu no oceano Índico em 27 de outubro de 1970.
- Data/Hora de lançamento: 1970-10-20 às 19:55:39 UTC
- Local de Lançamento: Tyuratam (Cosmódromo Baikonur), U.S.S.R
- Massa em órbita: 5375 kg

## Zond 9
Zond 9, Soyuz 7K-L1 s/n 10, foi planejada, mas cancelada. Tinha seu lançamento planejado para julho de 1969, carregando Pavel Popovich e Vitali Sevastyanov, mas nunca voou.

## Zond 10
Zond 10, Soyuz 7K-L1 s/n 15, foi planejada, mas cancelada.